# 古典新訳
古典新訳（こてんしんやく）とはすでに翻訳がある、外国語文学を新たに翻訳すること。

## 「古典翻訳」との違い
「古典」と呼ばれている作品とは発表から、時間がかなり経過してもなお、読まれ続ける作品である。「古典」と呼ばれる文学作品は表現に使用されている言語は「古い言語」であり、母語としている人たちには読みづらい場合がある。それを是正するために、現在の言葉に翻訳することがある。これは「古典の現代語訳」と呼ばれるものである。またそれとは別に、他言語に翻訳される場合は、翻訳時に一般的な言葉づかいで翻訳されるのが一般的である。
「古典新訳」とは当該作品の他言語の翻訳がさらに、発表から時間が経過して、翻訳言語の母語としている人たちからも「古い言葉づかい」とされてになったものを、もう一度、新たに翻訳することである。

## 古典新訳の現状
日本においては、「古典新訳」が2000年以降盛んになっている。これは戦後、文庫本に収められたことで、刊行され続けている翻訳作品の言葉が古くなったためである。新たな読者層を獲得するために、改版などとあわせて行われることが多い。また、著名な作家に翻訳してもらう事で、作品に一層の付加価値をつけて売ろうという出版社の戦略もある。